# 科爾塔縣
1°42′S 78°45′W / 1.700°S 78.750°W
科爾塔縣（西班牙語：Cantón Colta），是厄瓜多爾的縣份，位於該國中部，由欽博拉索省負責管轄，距離里奧班巴18公里，面積829平方公里，海拔高度3,212米，2001年普查人口總數為44,701人，人口密度為每平方公里53.92人。